# سطات
سطات ( بالإنجليزية: Settat) هي مدينة مغربية يطلق عليها لقب عاصمة الشاوية و تقع في وسط البلاد جنوبي الدار البيضاء. أكبر مدن إقليم سطات مساحة وساكنة وأقدمها تأسيسا.  و رمزها هو الحصان الذي يتواجد في قلب المدينة .
يبلغ علوها عن سطح البحر بحوالي 370 مترا، وقد بنيت فوق المرتفعات التي جعلت منها محطة قائمة في قعر هضاب، تطل عليها من جميع الجهات. كما يخترقها وادي بن موسى الذي يتكون من فرعين آتيين من خارج المدينة يحملان إليها من فصل الشتاء مياه العيون المجاورة ومياه الأمطار. ومن آثارها القصبة الاسماعلية وهي قديمة جدا ترجع للقرن 17 و الغابة الكبيرة و ضريح الغليمي .

## نبذة عن مدينة سطات
تمثل مدينة سطات المركز الرئيسي لمجموع منطقة الشاوية، فهي مدينة مغربية توجد وسط المملكة تتوسطها القصبة الإسماعيلية الموجودة فوق أرض المزامزة حيث تجاورها قبيلتان ظلتا منذ القدم مرتبطتين بالمدينة سياسيا واقتصاديا هما: قبيلة أولاد سيدي بنداود وقبيلة أولاد بوزيري، بالإضافة إلى قبيلة أولاد سعيد.
احتضنت هذه المنطقة خلال العصور الوسطى والحديثة العديد من المدن التي اندثرت الآن، وكان بعضها يشكل مراكز هامة في الشبكة الحضرية «لإمارة برغواطة» التي حدد الحسن الوزاني عددها في أربعين مدينة وثلاثمائة قرية. ومن أشهرها مدينة تامسنا الأزلية، فرغم كون هذه الجهة تشتهر بمؤهلاتها الطبيعية والفلاحية منذ القدم، علاوة على أنها تمثل أحد أبرز المناطق الجغرافية التي استقطبت أشهر القبائل العربية القادمة من المشرق (بنو هلال)، وبالتالي فهي من المدن القديمة بالمملكة.
عرفت المدينة تحوّلاً عمرانيا ملحوظا في عهد السلطان المولى سليمان، فأصبح سكان الشاوية واشتوكة وتادلة، تحت إمرة القائد البهلول سلامي و القائد الغازي بن المدني العروسي الذي استقر بالمدينة وجمعوا حولهم عدة عائلات من أولاد أبو رزق الذين شيدوا مساكنهم داخل المركز. وفي عهد القائد الحاج المعطي، وبالضبط في عهد السلطان المولى الحسن الأول، شيّدت وحدات سكنية وتجارية على جانبي الطريق الرئيسية. كما كانت للمدينة في ذلك الوقت ثلاثة أبواب، تغلق ليلا وتفتح في الصباح الباكر وهي:
- باب مراكش
- باب قيصر
- باب برشيد

## تاريخ مدينة سطات
إطلاق مولاي إسماعيل عملية بناء القصبة الإسماعيلية، جلب النظام والأمن على حدٍّ سواء للمسافرين و السكان وتعزيز المستوطنات البشرية في المناطق المجاورة لها. وعلاوة على ذلك تعيين أول قايد من هذه المنطقة و التي كانت تعتمد على القياد من دكالة والرحامنة، جعل من سطات رسميا عاصمة لهذه المنطقة.
أصبحت مدينة سطات مركزا إداريا في بداية القرن الثالث عشر، بسبب موقعها الاستراتيجي كممر لا مفر منه بين الجنوب والشمال. وبفضل ثراء التربة ازدهرت المنطقة و معها المدينة، وخلال القرنين الثامن عشر والتاسع عشر أضحت مركزا هاما لتجارة المنتجات الزراعية، وجذب السكان للعمل في المشاريع الخاصة. هذه كانت حال «المغاربة اليهود» الذين استقروا بها جماعيا خلال القرن التاسع عشر وبناء حي خاص بهم، الملاح، على حافة القصبة.
تعطل هذا التطور في بداية القرن العشرين خلال فترة من الفترات الفاصلة من الاستعمار. تحت الحماية الفرنسية، شهدت مدينة سطات تنمية حضرية لم يسبق لها مثيل، كما يدل على ذلك الطفرة السكانية التي عرفت من عام 1913 إلى عام 1925 وجددت كذلك مع ماضيها التجاري.
في أوائل التسعينات، أضحت مجهزة بجامعات، وملعب غولف دولي فضلا عن حلبة لسباق الخيل. جعلت الأعمال الحضرية الكبرى ابتداء من 1970 من سطات لتصبح مركزا إقليميا هاما .فالقطاع الصناعي يتطور مع واحدة من المناطق الصناعية الأسرع نموا في المملكة المغربية . وترتبط سطات و الدار البيضاء منذ عام 2001 عن طريق الطريق السريع ( 70 كم) A7 و مراكش ( 146 كم) منذ عام 2007.

## اقتصاد مدينة سطات
مدينة سطات من المدن الهشة اقتصاديا من حيث ضعف الاستثمارات الخاصة والعامة ايضا تحتضن المدينة منطقة صناعية متواضعة حاليا حيث كانت ترتكز بها شركات كبرى لم يبقى منها الا القليل، تتواجد بها :
- وحدة صناعية للمجموعة الدولية السويسرية هولسيم تقع في الطريق المؤدي لمدينة خريبكة
- روكا ش.م تصنيع منتجات الحمام
- كريستالستراس (لم تعد متواجدة)
- سيتاڤيكس تصنيع الدنيم (الجينز) والملابس الرياضية والمهنية  (ثم تغيير الاسم عدة مرات ولم تعد بالحجم السابق)
- لايكو للمشروبات الغازية (مقر للتعبئة وليس التصنيع)

## خطوط النقل الحضري
الخط 01: المحطة الطرقية وسط المدينة الجامعة .
الخط 02: مجمع الخير - دالاس - حي الحسني.
الخط 03: مجمع الخير - الخير - حي العراقي - حي الحسني .
الخط 04: حي علوان - الأحباس - السماعلة- الحي الصناعي - حي النهضة .
وقريبا ستعمل على خطوط جديدة نحو الجماعات المجاورة : برشيد و سيدي حجاج و أولاد سعيد و كيسر و بن أحمد و رأس العين...

## التعليم
تعتبر مدينة سطات من أهم المدن بالمملكة على المستوى التعليمي حيث تحتضن :
- 61 مدرسة
- 6 إعداديات
- 5 ثانويات و عدة مدارس خاصة
- بالإضافة لمدارس عليا خاصة أيضا
- جامعة الحسن الأول من أهم الجامعات المغربية التي تضم في رحاب مدينة سطات ثلاث كليات و مدارس عليا ( ENCG SETTAT ) و التي تستقبل آلاف الطلاب سنويا من داخل و خارج المغرب.
- معهد للعلوم الطبية الوحيد بالمغرب

## التوأمة
- لا سيل سينت كلود
- تورس
- وورستبورغ

## بعض مشاهير مدينة سطات
- أحمد نجم الدين: (المزداد عام 1962)، الأستاذ الدكتور رئيس جامعة الحسن الأول - سطات.
- نبيل شيتي: أول باحث مغربي و عربي منتخب في الفدرالية الأمريكية للابحاث الطبية و اللتي تظم ستة من حاملي نوبل.
- شعيب الزيراوي المقاوم الشهيد صاحب أول تفجير في الدار البيضاء الذي كان بالجميعة وقد اغتيل المقاوم الشهيد من طرف العميل أحمد الطويل في 25 يوليوز 1956 بالدار البيضاء.
- المقرئ عبد الكبير الحديدي.
- إدريس البصري وزير الداخلية السابق الرجل القوي في عهد الحسن الثاني.
- أحمد السطاتي أديب وفيلسوف عميد سابق لكلية الآداب بالمحمدية وأستاذ محاضر بها.
- حسن بنجلون مخرج مغربي ولد في سطات عام 1950.
- إدريس بن زكري حارس المنتخب المغربي السابق.
- أحمد عبادي مدير الأوقاف والشؤون الإسلامية وأمينا عاما للرابطة المحمدية للعلماء.
- الدكتور شعيب حليفي كاتب وروائي مغربي.
- خليل فايد مزداد بسنة 1995 بمدينة سطات، إعلامي و معلق رياضي بمجموعة قنوات «إم بي سي».

## معرض صور

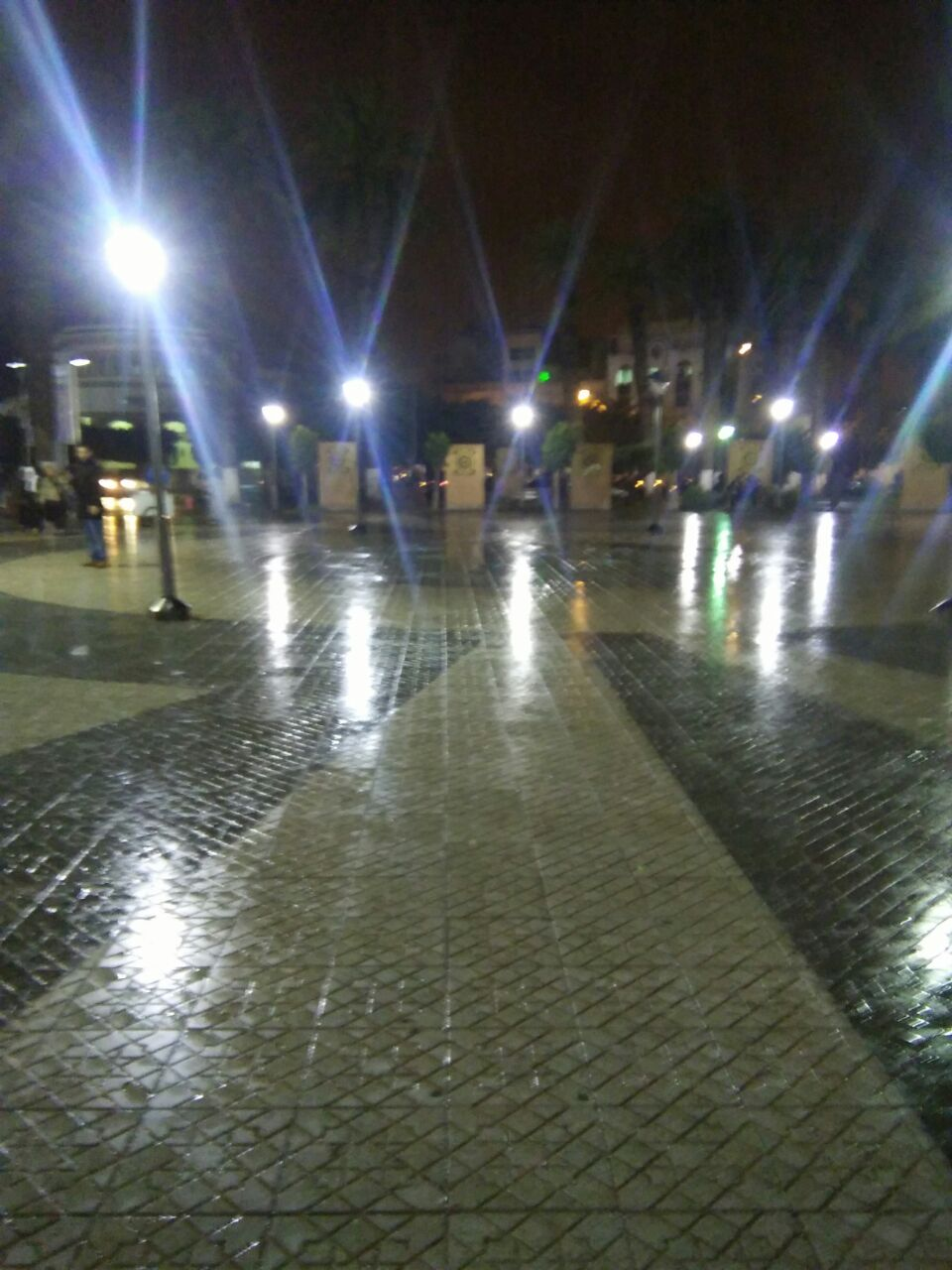
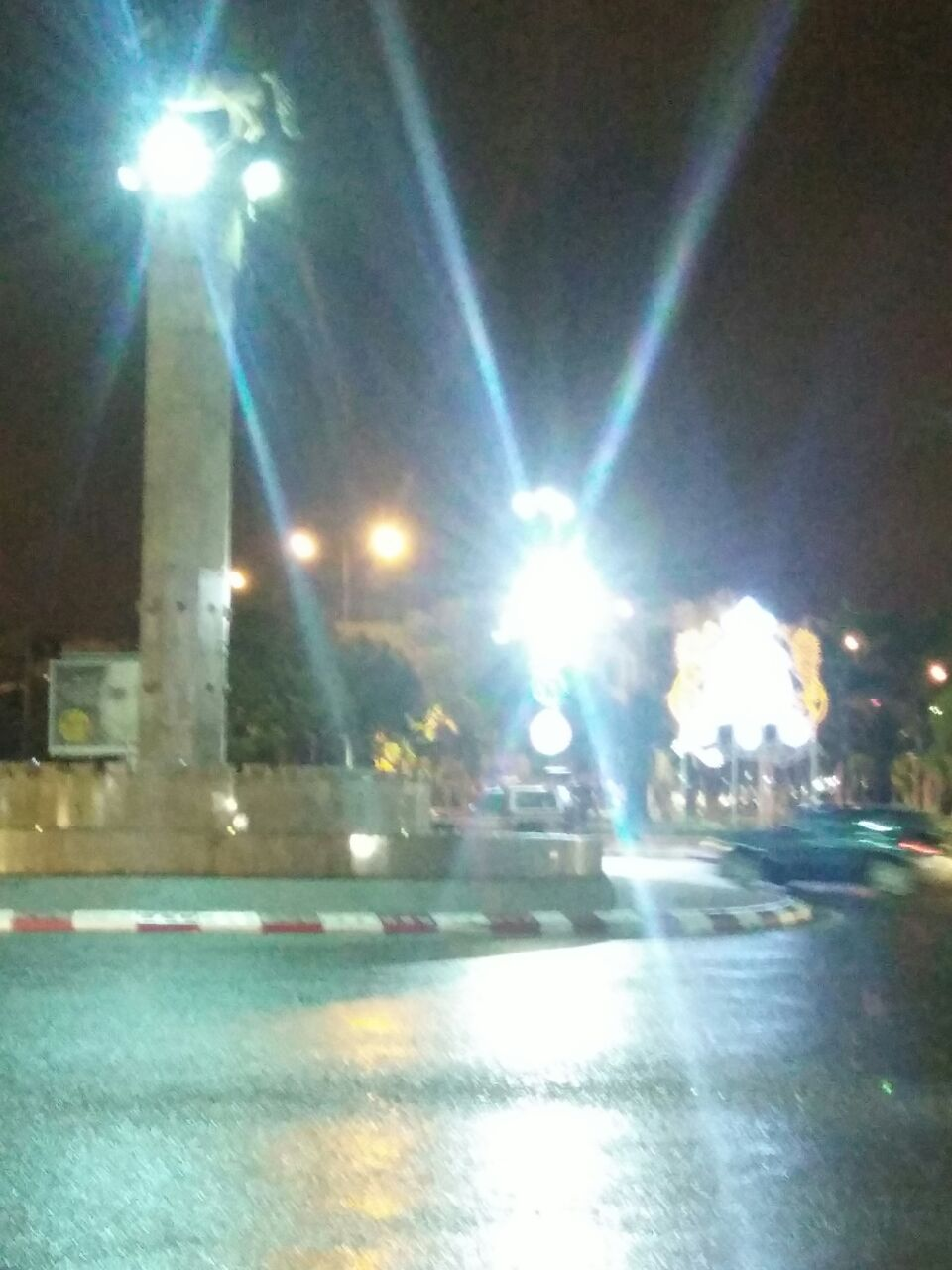
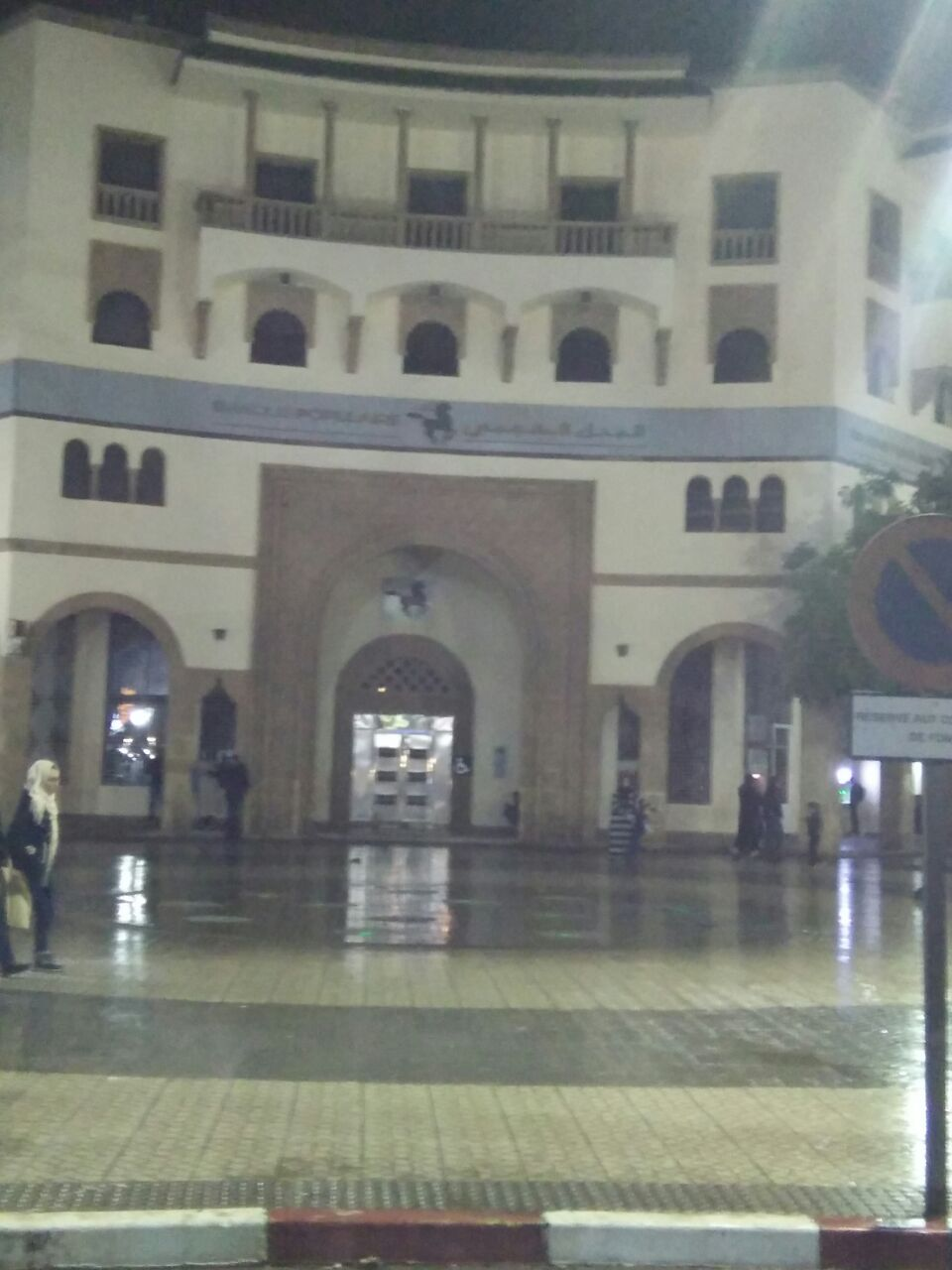
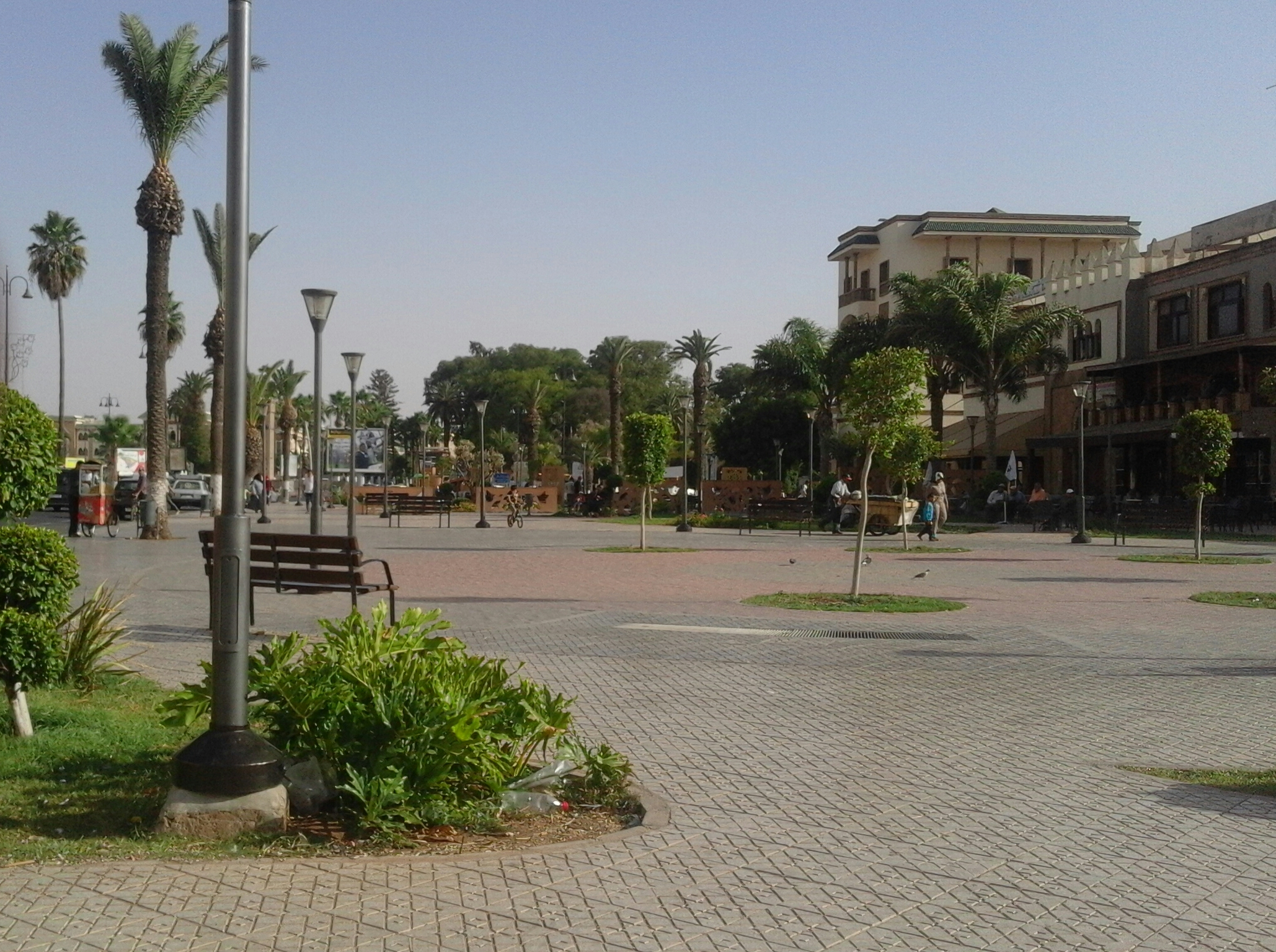
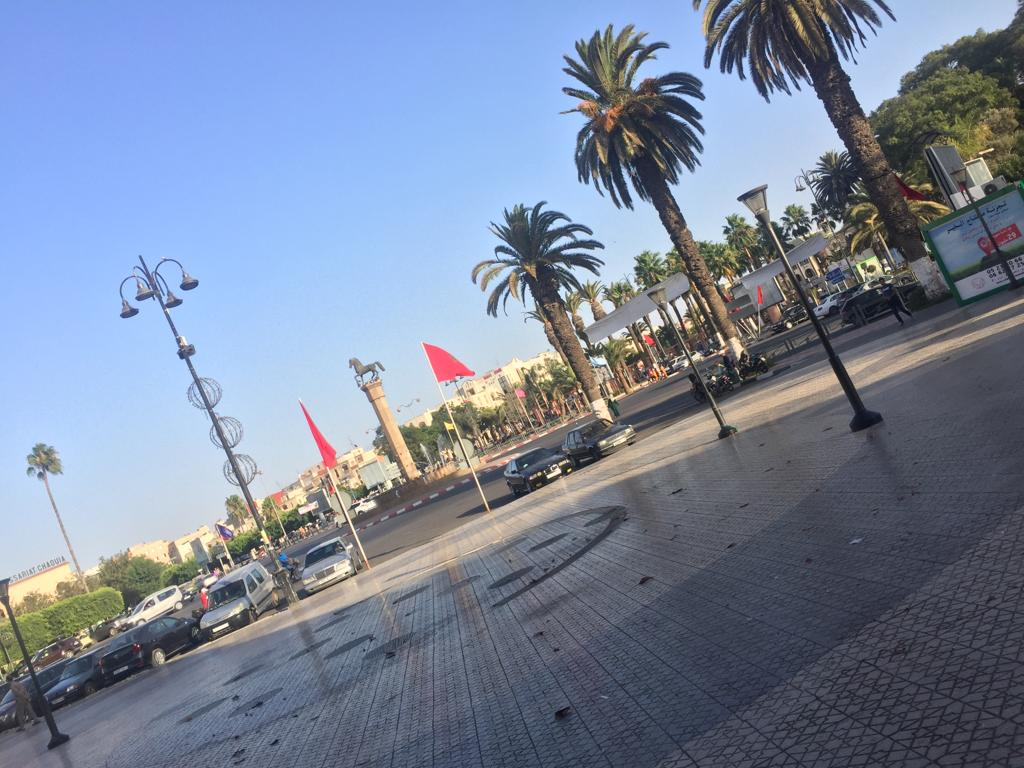
صورة لمدينة سطات الحديثة
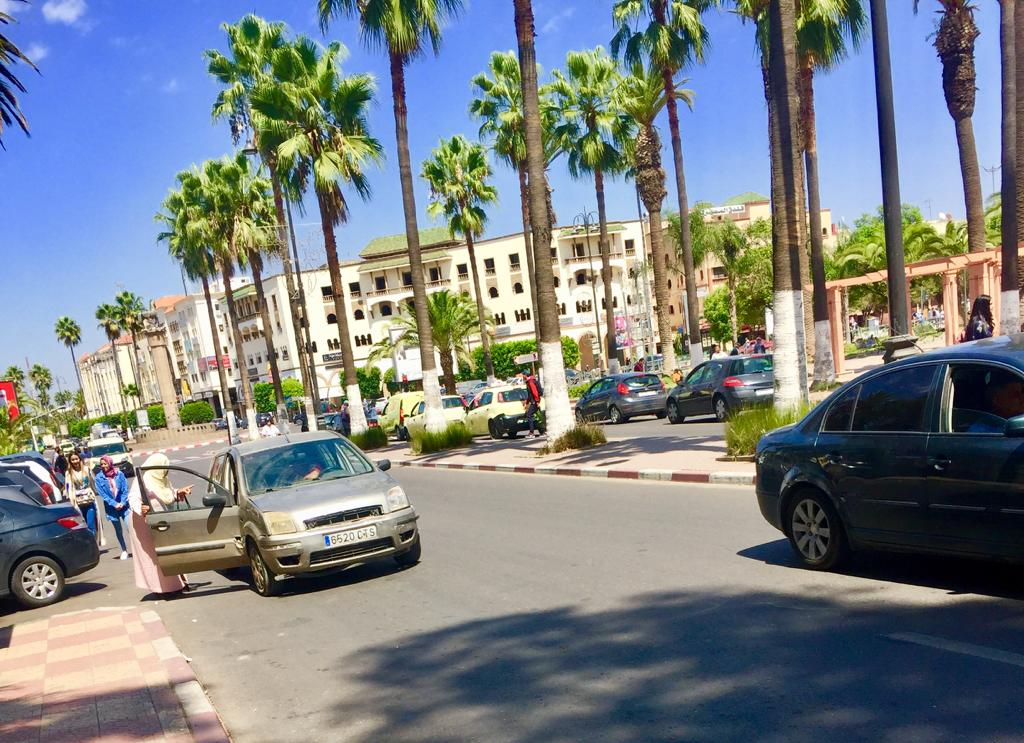
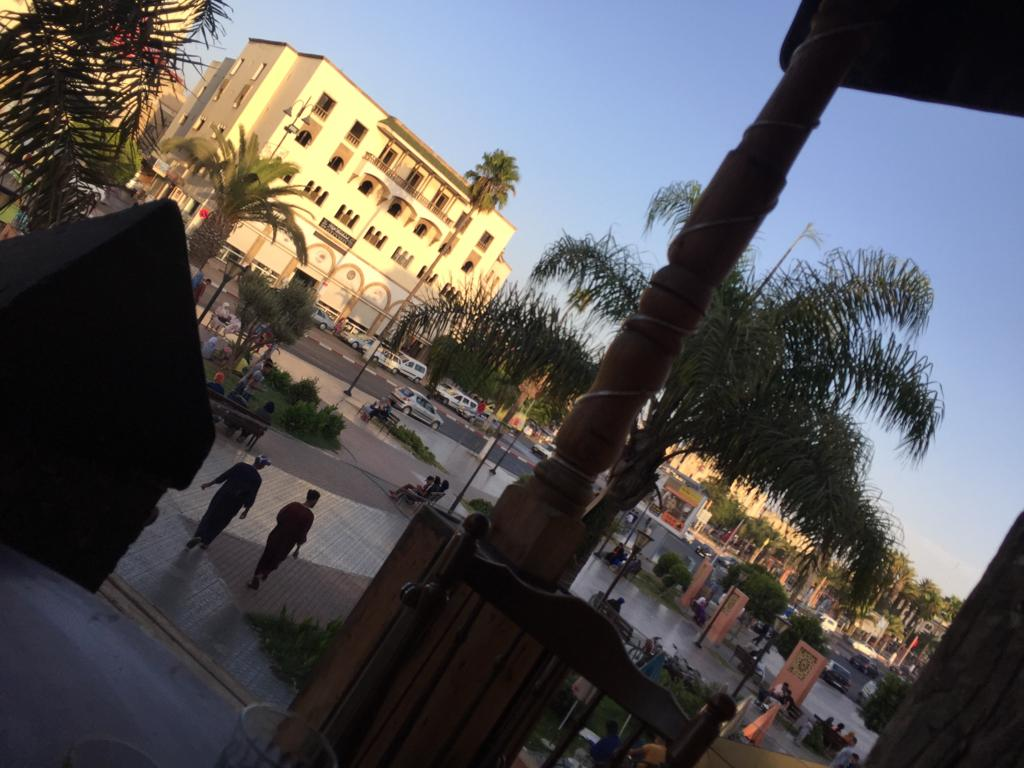
صورة من سطح قريب للساحة الجديدة بمدينة سطات